# Beatrixoord (Amsterdam)

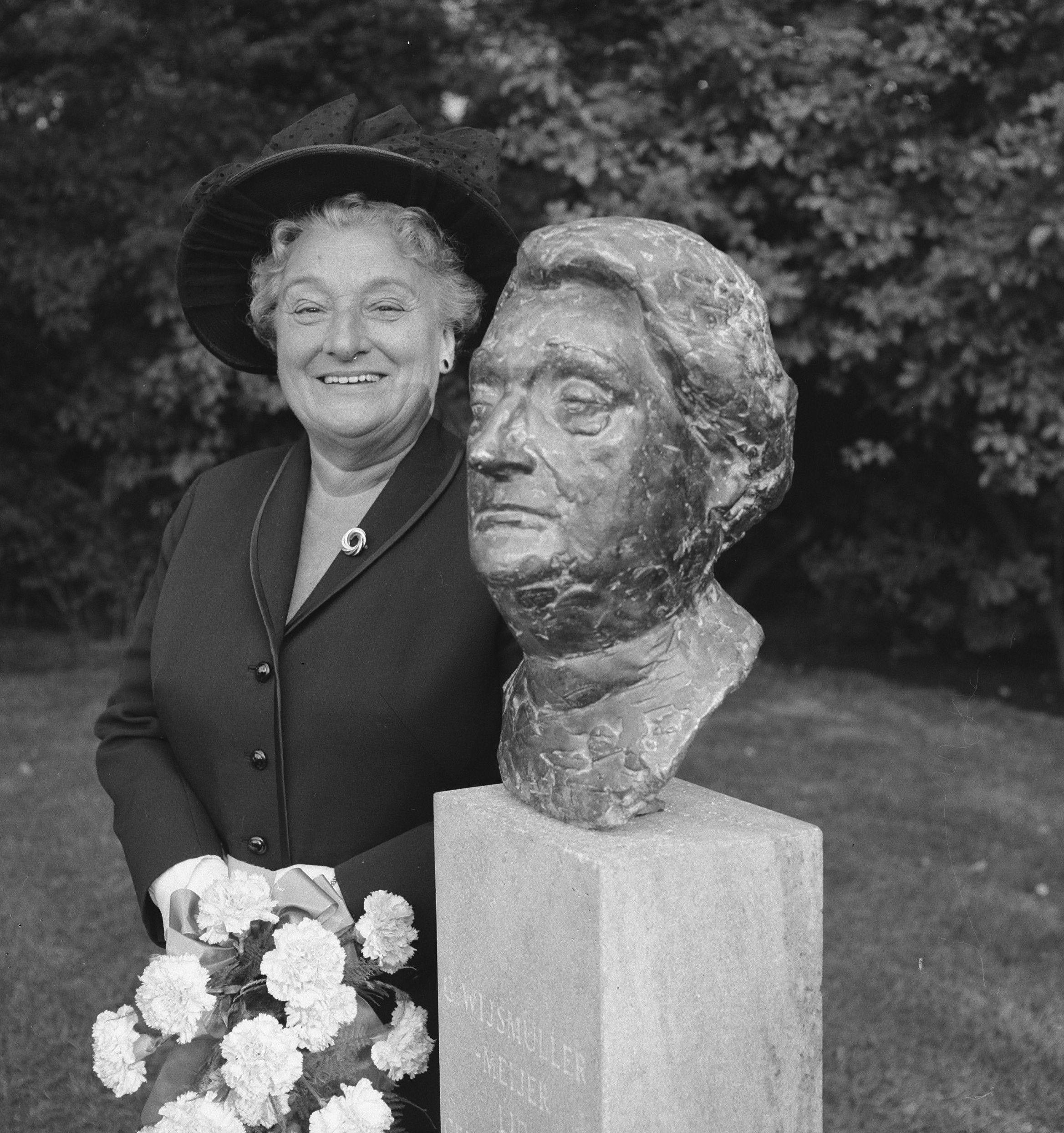
Onthulling portretbuste van Truus Wijsmuller-Meijer in Beatrixoord, 1965. Beeld: Herman Janzen

Beatrixoord was een dagsanatorium voor tuberculosepatiënten en later een algemeen ziekenhuis en genderkliniek. Het was gevestigd aan de noordzijde van het Oosterpark in Amsterdam. 

## Voorgeschiedenis
In 1923 werd in het Oosterpark het eerste Parkherstellingsoord geopend. Het bood herstellende patiënten, maar ook anderszins zwakken, "een aangename omgeving waar zij onder deskundig toezicht en met de nodige rust volledig konden herstellen". In de Tweede Wereldoorlog werd het pand gevorderd door de Grüne Polizei. Na de bevrijding nam het Canadese leger het oord over en kort daarop werd het vrijgegeven. Het gebouw was leeggeplunderd, de hallen vernield, de tuin doorkruist met loopgraven. Om een gezonde financiële huishouding mogelijk te maken, begon de Vereeniging Parkherstellingsoorden geld bijeen te brengen door middel van collectes en plaatselijke acties.

## Sanatorium en algemeen ziekenhuis
In de jaren vijftig bouwde de vereniging naast het oude gebouw een paviljoen met de naam Prinses Beatrixoord. Het werd opgezet als dagherstellingsoord voor oververmoeide huismoeders en andere rustbehoevenden. Op 19 oktober 1954 werd het geopend in het bijzijn van burgemeestersvrouw Anna Wilhelmina Christina Fritz.
Beatrixoord ging onder leiding van Truus Wijsmuller-Meijer (1896-1978) verder als sanatorium voor tuberculosepatiënten. Toen medicijnen het herstelproces sterk verkortten, zocht het een nieuwe bestaansreden. Wijsmuller liet het ombouwen tot algemeen ziekenhuis, waar ook abortus mogelijk was.
Destijds zocht endocrinoloog Otto de Vaal chirurgen die genderbevestigende operaties wilden uitvoeren. Hij vond Philip Lamaker, een progressieve, eigenzinnige plastisch chirurg. Lamaker werkte bij Beatrixoord, en Wijsmuller was voor het idee om transgender personen te gaan helpen. Als overtuigd sociaalliberaal geloofde ze in de transgenderrechten. De Vaal organiseerde hiervoor spreekuren, eerst thuis en vanaf 1969 in Beatrixoord. Een van de eerste Nederlandse transvrouwen die bij Lamaker in Beatrixoord een genderbevestigende operatie onderging was Aaïcha Bergamin.

## Hulp aan transgender personen
In 1972 was er behoefte aan professionalisering van de hulp aan transgender personen in een stichting. Wijsmuller organiseerde dit samen met De Vaal en zijn vrouw Liselotte Demmers en plastisch chirurg Philip Lamaker. Wijsmuller en De Vaal, die elkaar kenden van het verzet, hadden een uitstekend netwerk en een sterke overredingskracht. Ze wisten een sterk bestuur te vormen met onder andere hoogleraar endocrinologie van de Universiteit Leiden, Koos van der Werff ten Bosch, en de rector magnificus van de UvA, Arie de Froe. De Vaal en Wijsmuller kenden De Froe nog uit het verzet. De Froe had weinig affiniteit met transgender personen, maar verleende graag zijn naam aan de nieuwe stichting; het oorlogsverleden speelde een grote rol: de humaniteit en moed van de oud-verzetsmensen verloochenden zich niet. Een andere strategische keuze was Jan Allema, adjunct-directeur van de GG&GD in Amsterdam. Wijsmuller had hem in het bestuur gevraagd met oog op de vergoeding van zorgkosten. Dit slaagde, want de meeste ziekenfondsen bleken bereid machtigingen voor operaties af te geven. Later was er vanuit de stichting ook behoefte aan noodopvang voor transgender personen. Dit plan mislukte, maar Wijsmuller bood een speciale kamer in Beatrixoord aan.
Het ziekenhuis werd matig onderhouden en naderde begin jaren zeventig zijn eind. Amsterdam had te veel ziekenhuisbedden en bovendien werd het ultramoderne Slotervaartziekenhuis geopend. Midden 1975 vertrok de laatste patiënt uit Beatrixoord en na de sloop in 1987 werd het terrein aan het Oosterpark toegevoegd.